# 南渕一輝
南渕 一輝（みなぶち かずき、本名の読み：みなぶち かずてる、1970年10月11日 - ）は日本の元俳優、歌手。東京都足立区出身。記載より

## 経歴
1985年デビュー。主に学園ドラマに出演。東京宝映に所属していた。
1987年、テレビドラマ『毎度おさわがせします』の第3シリーズで人気を博し、同年5月2日にシングル「哀愁Dancer」でキャニオン・レコードから歌手デビュー。同ドラマで共演した沢村悟郎（テイチクレコード）、塩川憲一（CBS・ソニー）も同日に歌手デビューしたことにより、3人並んだ記事で雑誌のグラビアを飾る。
1991年に婿養子として実業家の娘 (元タレントの森沢なつ子）と結婚。
1992年に映画『セイリング 海にはばたく』への出演を最後に芸能界を引退。その後は実業家に転身。

## 出演作品

### テレビドラマ
- もしも、学校が…!?（1985年、TBS） - 大竹 役
- ブンぶくちゃがま (1986年6月、テレビ朝日)   - アイドル歌手の栗原純 役　※レギュラー出演
- 月曜ドラマランド「もしかして婚約者!?」（1986年8月18日、フジテレビ） - 今井一平 役　[2]
- セーラー服反逆同盟（1986年10月、日本テレビ） - 合田雄太 役
- 毎度おさわがせします3（1987年、TBS） - 内海健 役
- 疑惑の家族 (1988年10月12日〜、TBS)[3]
- 木曜ゴールデンドラマ「女優時代」（1988年10月13日、日本テレビ）[4]
- 泣くなセン!燃える男 〜星野仙一物語（1988年12月31日、TBS）- 主演の友人 役
- 連続テレビ小説（NHK）
  - 「青春家族」（1989年）[5]
  - 「和っこの金メダル」（1989年） - 清 役
- 花王 愛の劇場（TBS）
  - 「夏色の天使」（1989年） - 森野俊也 役
  - 「明日さがし」（1990年）
- 青春オーロラ・スピン スワンの涙（1989年、フジテレビ） - 清水健吾 役
- 火曜スーパーワイド「パパはビデオ監督」（1989年9月5日、テレビ朝日） - 斉藤由貴 役　[6]
- あいつがとまらない!（1989年、テレビ東京） - 麻生博巳 役　[7]
- 東京ストーリーズ 第10回「道玄坂〜ヴァージンロード」（1989年12月14日、フジテレビ） - 主演
- 市川準の東京日常劇場「青春終列車」（1990年、テレビ朝日）
- TBS大型時代劇スペシャル「武田信玄」（1991年1月1日、TBS） - 武田義信 役
- さすらい刑事旅情編III 第21話「スリに間違えられた男・殺意の友情」（1991年3月6日、テレビ朝日）- 浪人学生 役
- 映画みたいな恋したい「シャレード」（1991年4月13日、テレビ東京）- 主演・会社員 役

### 映画
- ブラックボード（1986年、近代映画協会） - 槙田五郎 役
- 名門!多古西応援団（1987年、東映） - 胡女浩司 役
- 恐怖のヤッちゃん（1987年、東映） - 田中春樹 役
- SO WHAT（1988年、松竹） - 主演・北島ヒロシ 役　[8]
- この胸のときめきを（1988年、東映クラシックフィルム） - 村野圭介 役
- 恋子の毎日（1988年、東映） - 田山次郎 役
- 童貞物語4 ボクもスキーに連れてって（1989年、バンダイ） -主演・甲田繁樹 役　[9]
- びんばりハイスクール（1990年、東映クラシックフィルム） - 野本慎一 役　[10]
- キスより簡単2 漂流編（1991年、バンダイ） - トオル 役
- セイリング 海にはばたく（1992年4月25日、全国映画センター） - 市川章 役　[11]

### オリジナルビデオ
- IMADOKI初恋物語（1991年、ジャパンホームビデオ） - 主演・加藤優作 役　[12]

### ラジオ
- 隆治と一輝 どんまいフレンド（1987年4月 - 1988年3月、ニッポン放送）
- 一輝と良明 どんまいフレンド（1988年4月 - 1989年1月、ニッポン放送)
- 南渕一輝のどんまいフレンド（1989年1月 - 1989年3月、ニッポン放送）

## ディスコグラフィ

### シングル
| #                    | 発売日               | タイトル             | B面                        | 規格                 | 規格品番             |
| キャニオン・レコード | キャニオン・レコード | キャニオン・レコード | キャニオン・レコード       | キャニオン・レコード | キャニオン・レコード |
| -------------------- | -------------------- | -------------------- | -------------------------- | -------------------- | -------------------- |
| 1st                  | 1987年5月2日         | 哀愁Dancer           | 東京純愛倶楽部             | EP                   | 7A-0725              |
| 2nd                  | 1987年9月21日        | 切り過ぎた髪         | ジャンヌダルクが瞳をさます | EP                   | 7A-0774              |

### タイアップ
| 楽曲           | タイアップ                                | 収録作品               |
| -------------- | ----------------------------------------- | ---------------------- |
| 東京純愛倶楽部 | TBS系テレビ『毎度おさわがせします』挿入歌 | シングル「哀愁Dancer」 |

## 余談
・ドラマ 「パパはビデオ監督」では、出演予定だった、高橋良明が亡くなった為、ラジオで共演していた南渕が、代役をつとめた。

## 人物
ブログなどで、当時の南渕を知る方の話では、南渕の人柄について、誰にでも気軽に話しかけてくれる優しい人。異性からだけでは無く、同性からも好かれるタイプの人だった様である。 

## プロフィール（その他）
○趣味／音楽(トロンボーン、ギター演奏)
○特技／スポーツ万能(野球,短距離)、とんぼがえり
○好きな食物／肉類、チョコレート
○嫌いな食物／うどん
○好きな色／黒、紺、濃茶　
記載より